# 蹴鞠小子
《蹴鞠小子》是功夫动漫和临淄合作制作的一部以蹴鞠为主题的中国3D电视动画连续剧，2021年9月13日在中国大陆首次播放。该动画以山东临淄的齐文化为背景，讲述了姜子齐、奥丁、管童和足球小精灵知伯穿越回古齐国，一同精进蹴鞠的冒险故事。

## 制作与宣传
2004年，国际足联将蹴鞠认定为足球的前身，当时临淄流行该运动。现今临淄在宣传中将自己作为足球发源地。临淄希望以蹴鞠运动作为切入点来向世界推广自己的城市文化，将其变成自己的「城市超级IP」，和功夫动漫一同制作了这部动画。制作方还计划推出图书、主题公园等周边产品，并在一带一路周边国家播出。
2019年9月11日，制作方在临淄齐文化博物馆举办发布会，称将会在2020年播出。2021年9月13日正式播出。